# Vimur Sulci
I Vimur Sulci sono una struttura geologica della superficie di Tritone.